# Đường sắt eo đất Kra
Đường sắt eo đất Kra là tuyến đường sắt được Đế quốc Nhật Bản khởi công trong Thế chiến thứ hai nối liền tỉnh lỵ Chumphon với huyện Kra Buri ở Thái Lan. Tuyến này giúp kết nối tuyến Bangkok-Singapore về phía tây với bờ biển miền tây của eo đất Kra gần Điểm Chiến thắng (Kawthaung). Sir Andrew Gilchrist từng viết một bài tường thuật đáng buồn về tình trạng của người lao động. Người Nhật sử dụng nguồn lao động nô lệ Mã Lai và Tamil và vận chuyển nguyên liệu thi công từ Kelantan. Trận ném bom của quân Đồng Minh vào năm 1945 đã chấm dứt hoạt động kéo dài 11 tháng của tuyến đường sắt này và người Nhật bèn chuyển sang tập trung vào tuyến đường sắt Thái Lan-Miến Điện, còn gọi là Đường sắt Tử thần, vì số lượng lớn tù nhân và công nhân bị bắt làm nô lệ thiệt mạng nơi đây. Họ cho vận chuyển thiết bị, đường ray và nhân sự từ đường sắt eo đất Kra đến tuyến Thái Lan-Miến Điện.
Tuyến đường sắt dài 90 km kết nối với Tuyến đường sắt phía Nam tại Chumphon. Công trình bắt đầu khởi công vào tháng 6 năm 1943 và hoàn thành vào tháng 11 cùng năm nhờ vào nguồn trang thiết bị và nhân sự từ Kelantan. Tuyến đường sắt này đã hoạt động trong suốt 11 tháng cho đến khi các cuộc ném bom của quân đội Mỹ buộc cả tuyến phải ngừng hoạt động. Tuyến này về sau bị người Nhật bỏ hoang và chuyển sang dùng cho tuyến đường sắt Thái Lan-Miến Điện. Tuyến này nối với Ban Khao Fa Chi trên sông La-Un là nơi mà tàu thuyền có thể tiếp tục vận chuyển tới Ranong và đến tận Điểm Chiến thắng (Kawthaung).